# Daniel Sánchez Llibre
Daniel Sánchez Llibre (Vilassar de Mar, 22 de desembre de 1950) és un empresari català, germà de Josep Sánchez i Llibre i expresident del RCD Espanyol.

## Vida empresarial
De ben jove s'incorpora al mercat laboral de mà del seu pare, comercial d'espècies, i crea el 1970, la seva pròpia petita empresa, Daniel Sánchez, S.A., dedicada al ram de l'envasat d'espècies i conserves. El 1985 compra la marca Dani, amb la qual el 1989 comença a produir des de l'estranger, amb factories a Xile i Regne Unit formant el que és avui dia el Grup Dani.

## President del RCD Espanyol
Paral·lelament a la seva vida empresarial, fou president del RCD Espanyol des de l'any 1997 fins al 2011. Va aconseguir reflotar la greu crisi econòmica que va viure el club en els anys 80 i 90, que el va dur a vendre el seu patrimoni per sobreviure i transformar-se en Societat Anònima Esportiva, aconseguint fer una Ciutat Esportiva i un nou Estadi, finançats amb un crèdit sindicat. En la Junta Extraordinària que el club celebrà el 12 de juliol de 2011, fou substituït per Ramon Condal i Escudé al capdavant de l'entitat esportiva.
El 2 de novembre de 2015 els fins llavors màxims accionistes del RCD Espanyol, Daniel Sánchez Llibre i Ramon Condal i Escudé venen prop del 50% del capital, que passa a mans del grup xinès Rastar Group.